# La Barca (kommun)
La Barca är en kommun i Mexiko.   Den ligger i delstaten Jalisco, i den centrala delen av landet, 400 km väster om huvudstaden Mexico City. Antalet invånare är 59 990. Arean är 379 kvadratkilometer.
Terrängen i La Barca är platt åt sydost, men åt nordväst är den kuperad.
Följande samhällen finns i La Barca:
- La Barca
- San Ramón
- La Providencia
- El Lopeño
- El Limón
- General Gabriel Leyva
- Carrasqueño